# 拉馬達山脈

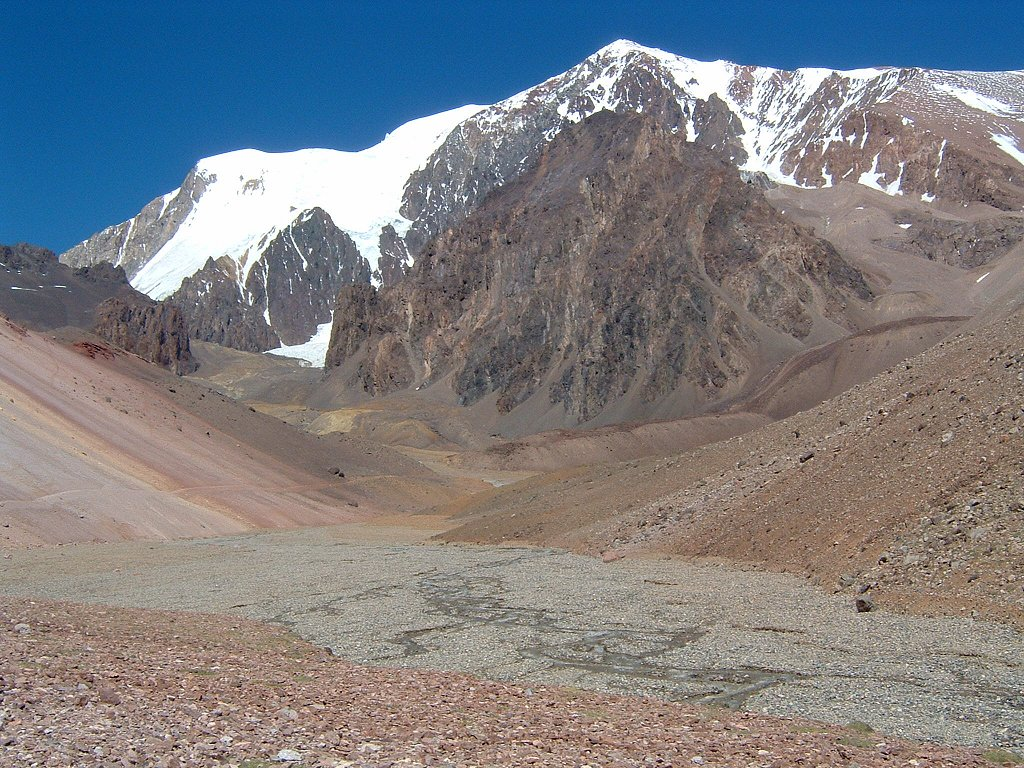

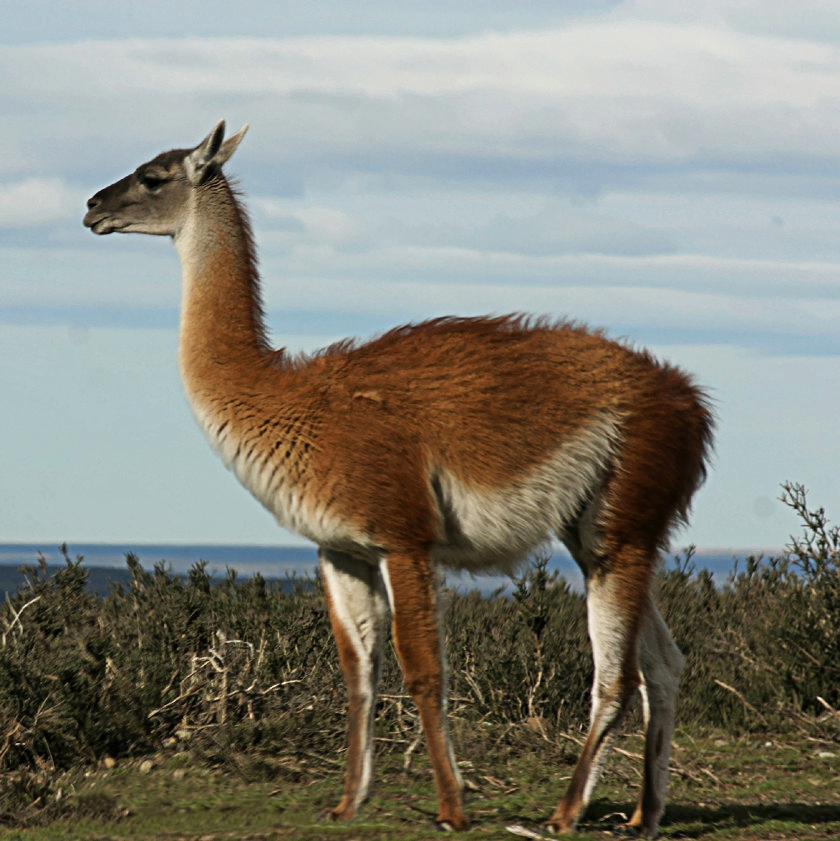

拉馬達山脈是阿根廷的山脈，由聖胡安省負責管轄，距離阿空加瓜山約100公里，屬於安第斯山脈的一部分，最高點海拔高度6,720米。